# Sofie Heby
Sofie Heby (nom complet : Sofie Heby Pedersen), née le 1er février 2001 à Aalborg, est une coureuse cycliste danoise spécialiste du VTT cross-country.

## Palmarès en VTT

### Championnats du monde
- Lenzerheide 2018
  - 5e du cross-country juniors
- Les Gets 2022
  -  Médaillée de bronze du cross-country espoirs
- Glasgow 2023
  -  Médaillée de bronze du relais mixte (avec Tobias Lillelund, Albert Withen Philipsen, Julie Lillelund, Caroline Bohé et Sebastian Fini)

### Coupe du monde
- Coupe du monde de cross-country espoirs
  - 2022 : 5e du classement général, vainqueur de 1 manche
  - 2023 : 2e du classement général, vainqueur de 4 manches
- Coupe du monde de cross-country
  - 2024 : 35e du classement général

- Coupe du monde de cross-country short track espoirs
  - 2023 : 4e du classement général
- Coupe du monde de cross-country short track
  - 2024 : 29e du classement général

### Championnats d'Europe
- 2019
  -  Médaillée de bronze du relais mixte (avec Sebastian Fini, Markus Kaad Heuer, Caroline Bohé et Simon Andreassen)
- 2023
  -  Championne d'Europe du cross-country espoirs
  -  Championne d'Europe du relais mixte (avec Gustav Pedersen, Albert Withen, Julie Lillelund, Malene Degn et Sebastian Fini)

## Palmarès sur route
- 2018
  -  Médaillée d'or de la course par équipes aux Jeux olympiques de la jeunesse (avec Mie Saabye)